# 青海银行
青海银行，原名西宁市商业银行，成立于1997年12月，2008年11月16日，更名为青海银行。是青海省首家法人股份制商业银行，由青海省、西宁市两级政府，企业法人和个人共同出资成立，2008年更名为“青海银行”，总部设在青海省西宁市.